# Francesc Granell
Francesc Granell Trías (Barcelona, 7 de mayo de 1944-Gerona, 30 de agosto de 2022) fue un economista español, catedrático de Economía Aplicada (Organización Económica Internacional) en la Facultad de Ciencias Económicas de la Universidad de Barcelona (UB).

## Formación
Granell realiza los estudios primarios y el bachillerato en el Real Colegio de Nuestra Señora de las Escuelas Pías. Se licencia en ciencias Políticas, Económicas y Comerciales por la Universidad de Barcelona. Durante su etapa universitaria fue delegado de información de la Facultad de Derecho junto con Eduardo Mendoza y participa en la creación del Sindicato Democrático de Estudiantes. Obtiene el doctorado en Economía con la tesis "Las empresas multinacionales y el desarrollo". 
Amplía estudios en el Institut Universitaire d'Etudes Européennes de Ginebra bajo tutela del federalista europeo Denis de Rougemont. Estudia también en la Harvard/Tufts Fletcher School of Law and Diplomacy bajo la dirección del internacionalista Leo Gross y en el International Marketing Institute de Cambridge. Es el primer español que realiza un stage de formación en la Comisión de las Comunidades Europeas, en Bruselas, a propuesta del embajador Alberto Ullastres.

## Trayectoria profesional
Inició su carrera profesional como analista de Izquierdo-Nogueras / Publicidad Europeas, empresa de publicidad y de estudios de mercado. Luego pasó a ser economista del área de Comercio Exterior de la Cámara de Comercio, Industria y Navegación de Barcelona con estudios sobre los Mercados de Sudáfrica y de Madagascar dirigidos por Francesc Sanuy y sobre la protección arancelaria efectiva bajo tutela de José María Calpe.
A lo largo del período 1968-1980 fue sucesivamente economista del Centro de Comercio Internacional UNCTAD/GATT, consultor de la Organización de la Naciones Unidas para el Desarrollo Industrial, director del Instituto de Economía Americana, y director del Centro de Estudios de Economía Internacional de la Cámara Oficial de Comercio, Industria y Navegación de Barcelona.
Cuando España entra en la Comunidad Europea en 1986, Granell es requerido por el entonces ministro Ernest Lluch como candidato para entrar al servicio de la Comisión Europea dentro del primer grupo de altos cargos españoles con responsabilidades en Bruselas. Fue el responsable de la ayuda alimentaria comunitaria al tercer mundo y las relaciones con el Programa Mundial de Alimentos y el Fondo Internacional de Desarrollo Agrícola. Actualmente es director general honorario de la Comisión Europea tras haber realizado misiones de cooperación al desarrollo en casi un centenar de países y tras haber representado a la Comunidad Europea en decenas de reuniones de organismos internacionales como por ejemplo las Naciones Unidas o el FMI, entre otros. En 2012 recibió el Premio Estrella de Europa 2011 en la modalidad de Personalidades.

## Trayectoria académica
Luego de iniciar su actividad docente como profesor ayudante en la Universidad Autónoma de Barcelona, ganó, por oposición, una plaza de profesor adjunto en la Universidad de Barcelona en 1972. Luego obtuvo la plaza de profesor agregado de Organización Económica Internacional en la Universidad de Sevilla, para pasar después a ser catedrático de la misma disciplina en la Universidad de Barcelona a la que está adscrito en la actualidad. En sus funciones académicas Granell ha dirigido una docena de tesis doctorales y es director de un grupo de investigación en la Universidad de Barcelona.
Imparte regularmente sesiones de Master en la Universidad Complutense de Madrid, la Universidad de Sevilla y la Universidad del País Vasco.
En 1995 ingresó como académico de número en la Real Academia de Ciencias Económicas y Financieras con la medalla número 26, con el discurso titulado "El debate librecambio-protección a finales del siglo XX".
Fue profesor de la Universidad de Andorra dentro de su programa de dirección de Tesis Doctorales (2010-2022)
Era viudo de Ernestina Rodríguez y de Castro y padre de tres hijos.

## Publicaciones
Granell ha visto publicados una numerosa obra suya. A él se deben, además, las 74 voces sobre Organismos Económicos Internacionales del Diccionario de Relaciones Internacionales y Política Exterior publicado por Editorial Ariel bajo coordinación de J.C. Pereira (2008).

### Libros
- El Mercado de Sudáfrica, Barcelona, Cámara de Industria,1967)
- Espanya i el Mercat Comú:Aventatges i inconvenients (Gerona, Cámara de Comercio,1970)
- Export Promotion by Private Sector Organizations (Geneva, International Trade Centre UNCTAD/GATT,1971)
- La Exportación y los Mercados Internacionales (Barcelona, Editorial Hispano-Europea, seis ediciones desde la primera de 1971, incluida una en México)
- Las empresas multinacionales y el desarrollo (Barcelona, Ed. Ariel,1974)
- Las Inversiones españolas en el exterior (Barcelona, Cámara de Comercio, 1974)
- La opción europea para la Economía española (con los profs. Muns y Ortega, Madrid, Guadiana, 1974)
- Guía Práctica de Mercados Exteriores (Barcelona, Cámara Oficial de Comercio, Industria y Navegación, 1977)
- Brasil y la cooperación económica latinoamericana (Barcelona, Instituto de Economía Americana,1979)
- La opción CEE para la economía de Canarias (Las Palmas, Cámara de Comercio de las Palmas,1979)
- La Ayuda española a los países en desarrollo( Universidad de Barcelona, 1980)
- Las Comunidades autónomas frente a su Comercio Exterior y a la integración en las Comunidades Europeas (editor, Universidad de Sevilla, 1981)
- Política Comercial y Comercio Exterior de España (Barcelona, Orbis,1986)
- Cataluña, sus relaciones económicas transnacionales y la CEE (Barcelona, Vicens Vives, 1986)
- España y las Organizaciones Económicas Internacionales(Enciclopedia de la Economía Española y CEE, Ed. Orbis)
- La Catalogne (Paris, Presses Universitaires de France,1988)
- Guía Comunidad Europea (Barcelona, TISA,1989)
- El Debate Librecambio-Protección a finales del siglo XX, (Barcelona, Real Academia de Ciencias Económicas y Financieras,  1995)
- Catalunya dins la Unió Europea ( con V. Pou and M.A. Sánchez, edits, Barcelona, Edicions 62, 2002)
- La Coopération au développement de la Communauté Européenne, Bruxelles, Université Libre, Collection Le Droit de la CE et de l’Union Européenne, 2ª edit.,2005)

En la Real Academia de Ciencias Económicas y Financieras coordinó los libros “Una Constitución para Europa: Estudios y Debates” (2005) y Veinte años de España en la integración Europea (2006).

### Artículos
Es autor de numerosos artículos publicados en diversas revistas, pueden citarse: Journal of Common Market Studies, Economics, Revue du Marché Commun et de l'Union Européenne, Revista de Derecho Comunitario Europeo, Revista General de Derecho Europeo, Revue de la Société d'Etudes et d'Expansion, ACP-EU Courier, Revista Española de Cooperación y Desarrollo, Revista Española de Economía, Integración Latinoamericana, Moneda y Crédito, Comercio Exterior de México, Información Comercial Española, Política Exterior, Revista CIDOB d'Afers Internacionales, The Banker, Mediterranean Studies, Carta Internacional da Universidade de São Paulo, Revista Econòmica de Catalunya, Noticiario de Comercio Exterior de la Cámara de Comercio, Industria y Navegación de Barcelona; OECD Sigma Papers, Cuaderno de Negocios Internacionales e Integración, Foreign Affairs Latinoamérica, Análisis Real Instituto Elcano (ARI), etc.
Colabora también con centenares de artículos publicados en las páginas especiales de la prensa en diarios como La Vanguardia, Diario de Barcelona, Avui y El País.

## Otras actividades
En 2008 fue nombrado Cónsul Honorario de Andorra para Cataluña, con sede en Barcelona. Desde 2010 es miembro del Grupo Asesor para las Relaciones internacionales (GARI) del Ilustre Colegio de Abogados de Barcelona. A finales de 2011 se incorporó al Consejo de la Fondation Jean Monnet pour l'Europe (Lausanne).

## Distinciones y premios
- Premio Torres Doménech a la investigación Económica sobre las comarcas gerundenses, 1974
- Cruz de la Orden del León de Finlandia, 1994
- Gran Insignia de Honor al Mérito de la República de Austria, 1995
- Premio al mejor economista catalán del año otorgado por la PIMEC, 1996
- Colegiado de Mérito del Col·legi d'Economistes de Catalunya, 2004
- Comendador de número de la Orden del Mérito Civil, 2007 (Gobierno de España)
- Premio Estrella de Europa 2011 que otorga anualmente la Asociación de Diplomados Europeos (ADICEC), 2012
- Creu de Sant Jordi, 2012 (Cataluña)
- Gran cruz de la Orden de Alfonso X el Sabio, 2014[9]